# عالم الأرصاد الجوية
- عالم الأرصاد الجوية هو عالم يدرس ويعمل في حقل علم الأرصاد هادفا لفهم أو توقع الظواهر الجوية للأرض بما فيها الطقس. الذين يدرسون الطواهر الجوية هم علماء الأرصاد الجوية في البحث، في حين أن الذين يستعملون النماذج الحسابية والمعرفة لتحضير النشرة الجوية اليومية يعرفون باسم خبراء الأرصاد الجوية أو خبراء الأرصاد الجوية العملياتية.

يعمل خبراء الأرصاد في الوكالات الحكومية، الاستشارات الخاصة وخدمات البحث، والمؤسسات الصناعة، والمرافق، ومحطات الراديو والتلفاز، وفي التعليم. لا ينبغي الخلط بين علما الأرصاد وبين مقدمي الطقس، الذين يقدمون توقعات الطقس في وسائل الإعلام ويتراوح التدريب من الصحفيين الذين لديهم الحد الأدنى من التدريب في مجال الأرصاد الجوية إلى خبراء الأرصاد الجوية الكاملين.

## وصف
خبراء الأرصاد يدرسون الغلاف الجوي للأرض وتفاعلاته مع سطح الأرض، والمحيطات والمحيط الحيوي. معرفتهم بالرياضيات التطبيقية والفيزياء تمكنهم من الفهم الكامل للظواهر الجوية، ابتداءً من تكون ندفة الثلج إلى المناخ العام للأرض.

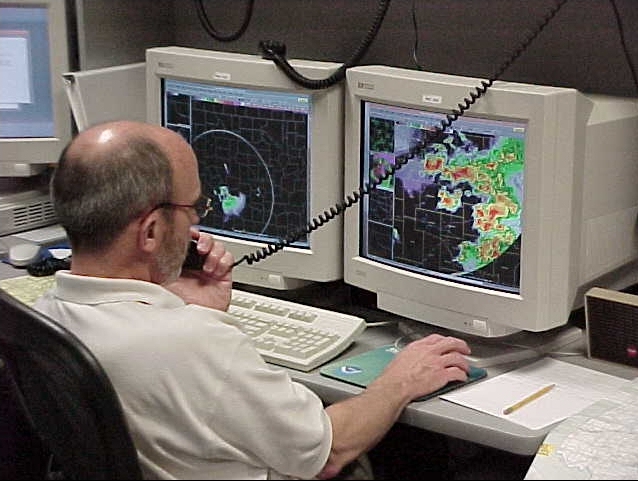
عالم الأرصاد الجوية التشغيلي في مركز التنبؤ بالعواصف الأمريكية ، 2006

يتخصص باحثو الأرصاد الجوية في مجالات مثل:
- علم المناخ لتقدير المكونات المختلفة للمناخ وتقلبها لتحديد، مثلا، إمكانات الرياح في منطقة معينة أو الاحتباس الحراري.
- جودة الهواء حيث يهتمون بظاهرة النقل، والتحول، وتشتت ملوثات الغلاف الجوي، ويمكن أن يطلب منها تصميم سيناريوهات للحد من الانبعاثات الملوثة.
- الحمل الحراري في الغلاف الجوي لصقل المعرفة بالهيكل والقوى المشاركة في الأعاصير المدارية والعواصف الرعدية والعواصف في خطوط العرض الوسطى.
- نمذجة الغلاف الجوي وتطوير التنبؤ العددي بالطقس.

أخصائيو الأرصاد الجوية ، المعروفون أيضًا باسم المتنبئين:
- تحصيل معلومات الطقس في بلد ما، لكن بالأغلب من قبل الفنيين في مكان آخر.
- تحليل البيانات ومخرجات نموذج التنبؤ بالطقس العددي لإعداد نشرة الطقس اليومية.
- تقديم النصح والإرشاد الجوي للمستخدمين من القطاع الخاص أو الحكومي.
- التعاون مع الباحثين لدمج العلم والتكنولوجيا في عملية التنبؤ، ولا سيما بالنسبة للمؤشرات ونواتج النماذج، للذين يعتمدون على الطقس مثل الزراعة والغابات والطيران والشحن البحري ومصايد الأسماك، وما إلى ذلك.

يمكن لأخصائيي الأرصاد الجوية أيضا أن يكونوا مستشارين للشركات الخاصة في دراسات للمشاريع التي تنطوي على ظواهر الطقس مثل مزارع الرياح، وحماية الأعاصير، وما إلى ذلك. وأخيرا يمكن أن يكونوا مقدمي الطقس في وسائل الإعلام (الراديو والتلفزيون والإنترنت).

## تمرين

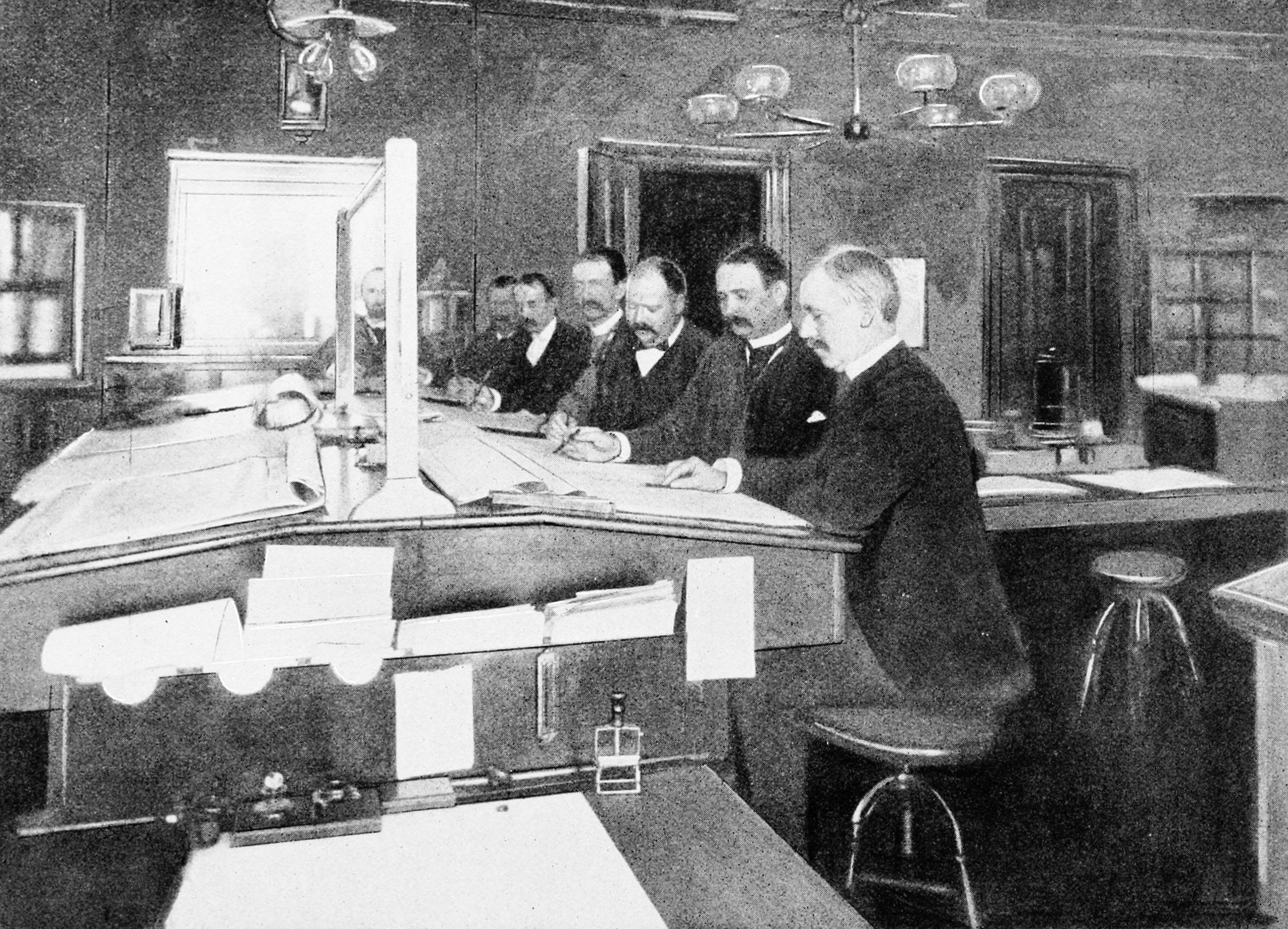
في عام 1894 ، قامت مجموعة من خبراء الأرصاد الجوية التابعين لمكتب الطقس الأمريكي بالعمل

حتى يصبح المرء عالم أرصاد عليه ان يكون لديه على الأقل درجة جامعية واحدة في علم الأرصاد الجوية. للباحثين، هذا التدريب يستمر لمراحل تعليمية أعلى، في حين لخبراء الأرصاد، كل دولة لها اسلوبها الخاص في التدريب. فمثلا، على سبيل المثال، لدى دائرة الأرصاد الجوية الكندية ومكتب الأرصاد الجوية في المملكة المتحدة دورة تدريبية خاصة بهم بعد الجامعة، بينما تتولى الطقس-فرنسا مسؤولية جميع التدريبات بمجرد اجتياز الشخص لامتحان القبول في المدرسة الوطنية للأرصاد الجوية بعد المدرسة الثانوية. في الولايات المتحدة، يتم تعيين المتنبئين من قبل دائرة الأرصاد الجوية الوطنية أو الشركات الخاصة بعد الجامعة، ويتلقون تدريبا أثناء العمل، بينما يتم تعيين الباحثين وفقا لخبراتهم.
في بعض البلدان هناك طريقة ثالثة لمقدمي الطقس، فمثلا في الولايات المتجمدة، حيث يمكن تعيين خريج في الأرصاد الجوية والاتصالات على مستوى الكلية أو الجامعة من قبل وسائل الإعلام.

## بعض علماء الأرصاد الجوية البارزين
- فرانسيس بوفورت، مخترع مقياس الرياح الذي يحمل اسمه.
- فيلهلم بيركنيس، مؤسس الأرصاد الجوية الحديثة الذي أنشأ مدرسة بيرغن للأرصاد الجوية، حيث حدد الباحثون النظرية الأمامية وتكوين الأعاصير لعواصف خطوط العرض الوسطى.
- جاكوب بيركنيس، ابن السابق، الذي التحق بالمدرسة النرويجية ودرس ظاهرة إل نينو (El Niño). ربط الأخير بالتذبذب الجنوبي.
- جورج هادلي، أول من أدخل تأثير دوران الأرض في تفسير الرياح التجارية والدوران الجوي.
- سفيري بيترسن، عضو المدرسة النرويجية للأرصاد الجوية ولاحقا أحد قادة الفرق الثلاثة لجيمس ستاج في إنزال نورماندي.
- جيمس ستاغ، عالم الأرصاد الجوية في سلاح الجو الملكي البريطاني الذي كان مسؤولا عن ثلاثة فرق من خبراء الأرصاد الجوية الذين توقعوا هدوء 6 يونيو 1944، مما سمح بالهبوط في نورماندي.
- كارل غوستاف روسبي، كان عالم أرصاد سويدي معروف في المقام الأول بتحديد وتوصيف الموجات التي شوهدت في تيارات نفاثة وكذلك في الغرب في الغلاف الجوي للأرض، والمعروفة باسم موجات روسبي، أو موجات الكواكب. ظهر روسبي على غلاف مجلة تايم في 17 ديسمبر 1956 لمساهماته في هذا المجال. سميت أعلى جائزة من جمعية الأرصاد الجوية الأمريكية، والتي حصل عليها روسبي أيضا في عام 1953، باسمه (وسام كارل جوستاف روسبي للأبحاث).
- جوش ورمان، باحث في الأرصاد الجوية، على سبيل المثال كعالم رئيسي في مشروع فورتيكس2. وهو أيضا خبير أرصاد رئيسي في قناة ديسكفري العاصفة المطاردون سلسلة.

## أنظر أيضا
- التنبؤ بالطقس
- خدمة الطقس الوطنية
- استشاري أرصاد جوية معتمد
- قائمة خبراء الأرصاد الجوية